# Park Narodowy Chingaza
Park Narodowy Chingaza (hiszp. Parque nacional natural Chingaza) – park narodowy znajdujący się w środkowej Kolumbii, w departamentach Cundinamarca i Meta. Został utworzony 6 czerwca 1977 roku. i zajmuje obszar 772,75 km². W 2008 roku został zakwalifikowany przez BirdLife International jako ostoja ptaków IBA i wpisany na listę konwencji ramsarskiej. Na zachód od niego znajduje się Park Narodowy Sumapaz.

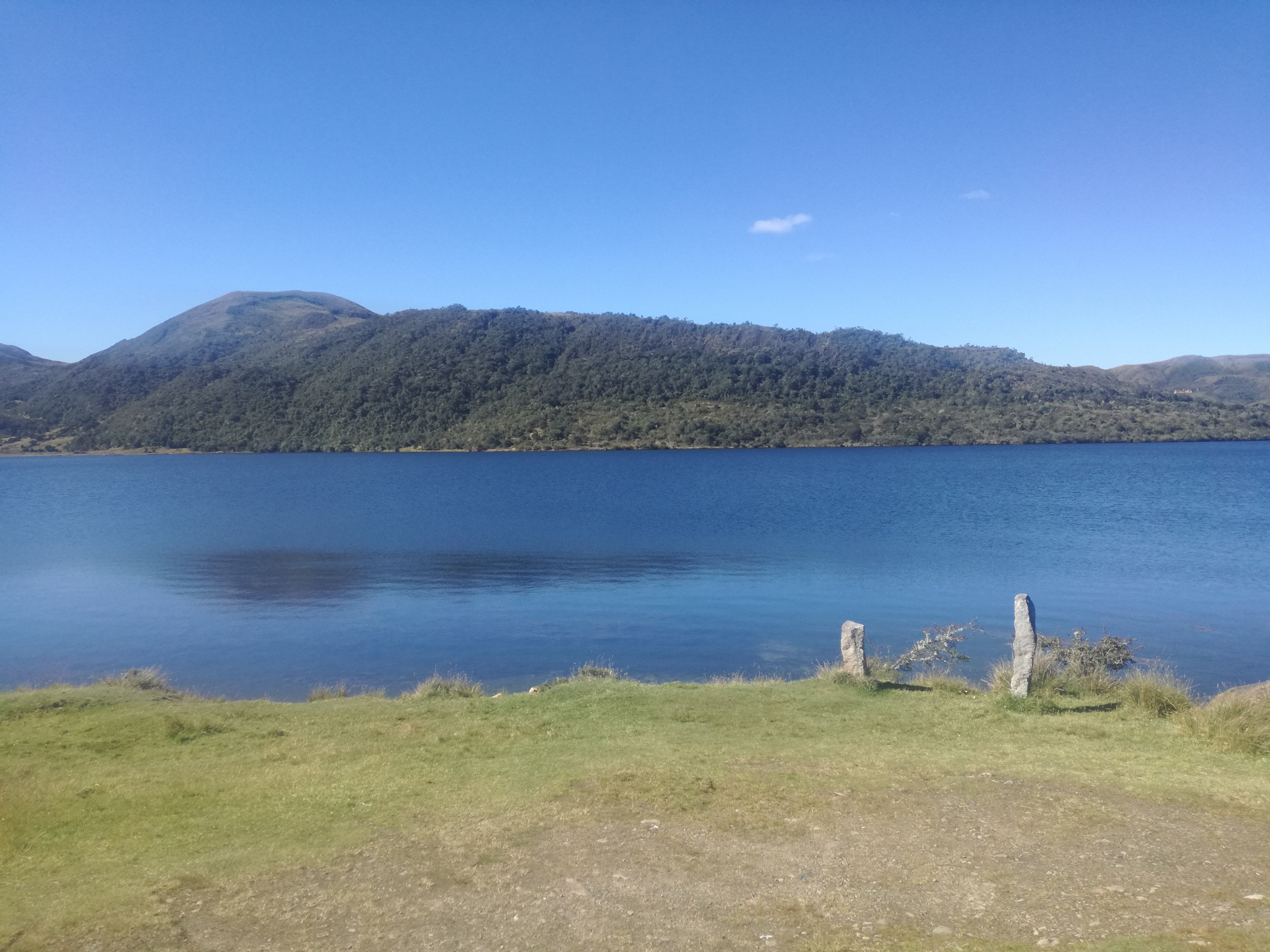
Jezioro Chingaza

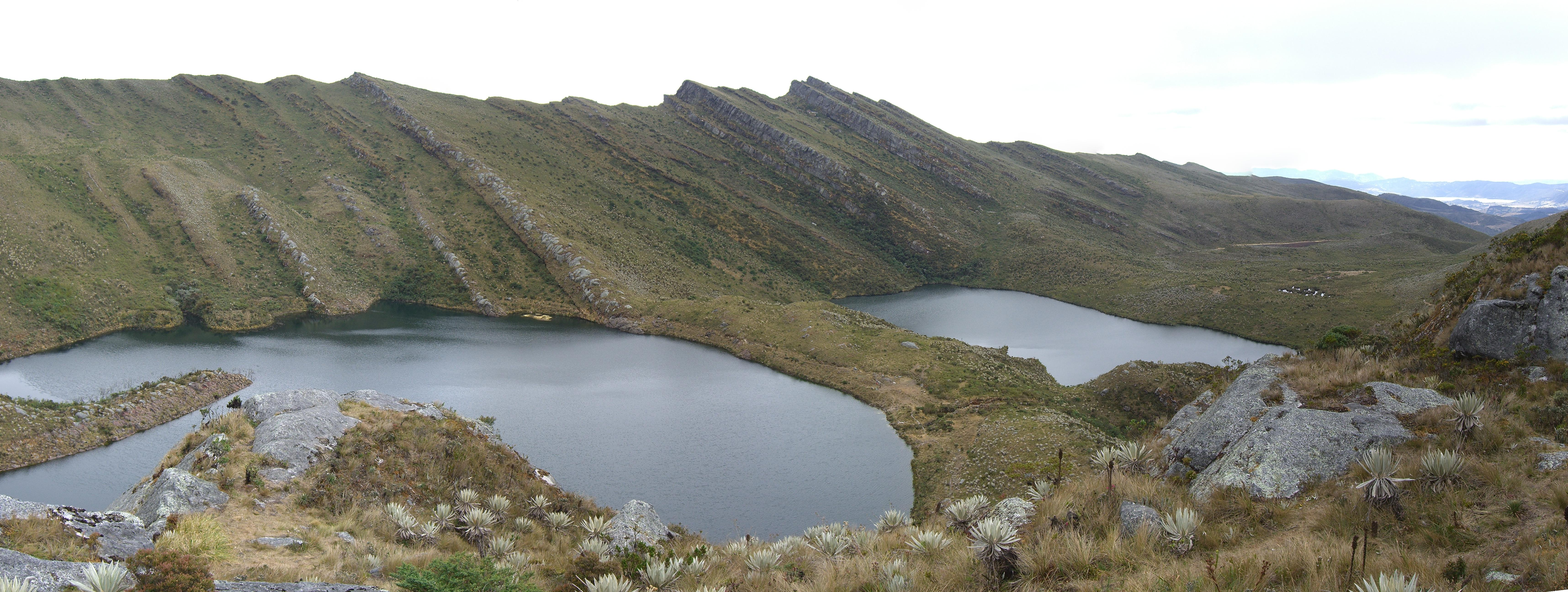
Jeziora Siecha

## Opis
Park znajduje się na wschodnich zboczach Kordyliery Wschodniej, w dorzeczu rzeki Orinoko (99% powierzchni parku), na wysokościach od 800 do 4020 m n.p.m. Na niżej położonej części parku rośnie tropikalny wilgotny las górski. Wyżej położoną, większą cześć parku, pokrywa paramo. Występuje tu około 40 jezior polodowcowych. W północnej części parku (na wysokościach od 3350 m do 3800 m) znajduje się zespół jezior Siecha. Największym jeziorem jest Chingaza (88 ha) położone w południowo-zachodniej części, na wysokości 3250 m n.p.m., u podnóża najwyższego szczytu w parku – Cerro de San Luis (4020 m n.p.m.).
Średnia roczna temperatura w parku w zależności od wysokości wynosi od +4 oC do +21,5 oC. Najintensywniejsze opady występują na wysokości około 2000 m n.p.m. (około 4000 mm rocznie).

## Flora
Szacuje się, że na terenie parku występuje ponad 1400 gatunków roślin. W lasach rosną m.in.: Clusia multiflora, Weinmannia pubescens (radziliszkowate), Alnus jorullensis (brzozowate), Escallonia myrtilloides. W paramo występuje m.in.: Espeletia grandiflora, Espeletia killipii, endemiczny gatunek Espeletia uribei (astrowate), rosną tu też torfowce.

## Fauna
W parku odnotowano 101 gatunków ssaków,  531 gatunków ptaków, 49 gatunków płazów i 32 gatunki gadów.
Ssaki to zagrożony wyginięciem (EN) tapir górski, narażone na wyginięcie (VU) andoniedźwiedź okularowy, tapir amerykański i mazama karłowata, a także m.in.: mulak białoogonowy, puma płowa, mazama ruda.
Ptaki występujące w parku to zagrożony wyginięciem (EN) epoletowiec kasztanowaty (Macroagelaius subalaris), narażone na wyginięcie (VU) rudosterka brązowogardła (Pyrrhura calliptera), wodnik andyjski i kondor wielki, a także  m.in.: amazoneczka ognistogłowa (Hapalopsittaca amazonina), puchatek miedzianobrzuchy (Eriocnemis cupreoventris), bekas długodzioby (Gallinago nobilis), hełmik zielonobrody (Oxupogon gerinii), skalikurek andyjski, penelopa andyjska, grdacz płomienny (Chamaepetes goudotii), pieprzojad szmaragdowy, andotukan czarnodzioby (Andigena nigrirostris).
Płazy i gady żyjące w parku to krytycznie zagrożona wyginięciem (CR) Atelopus muisca, zagrożona wyginięciem (EN) Atelopus lozanoi, a także m.in.: Pristimantis bogotensis, Stenocercus trachycephalus, Gonatodes riveroi.